# Richard Wilson, Baron Wilson of Dinton

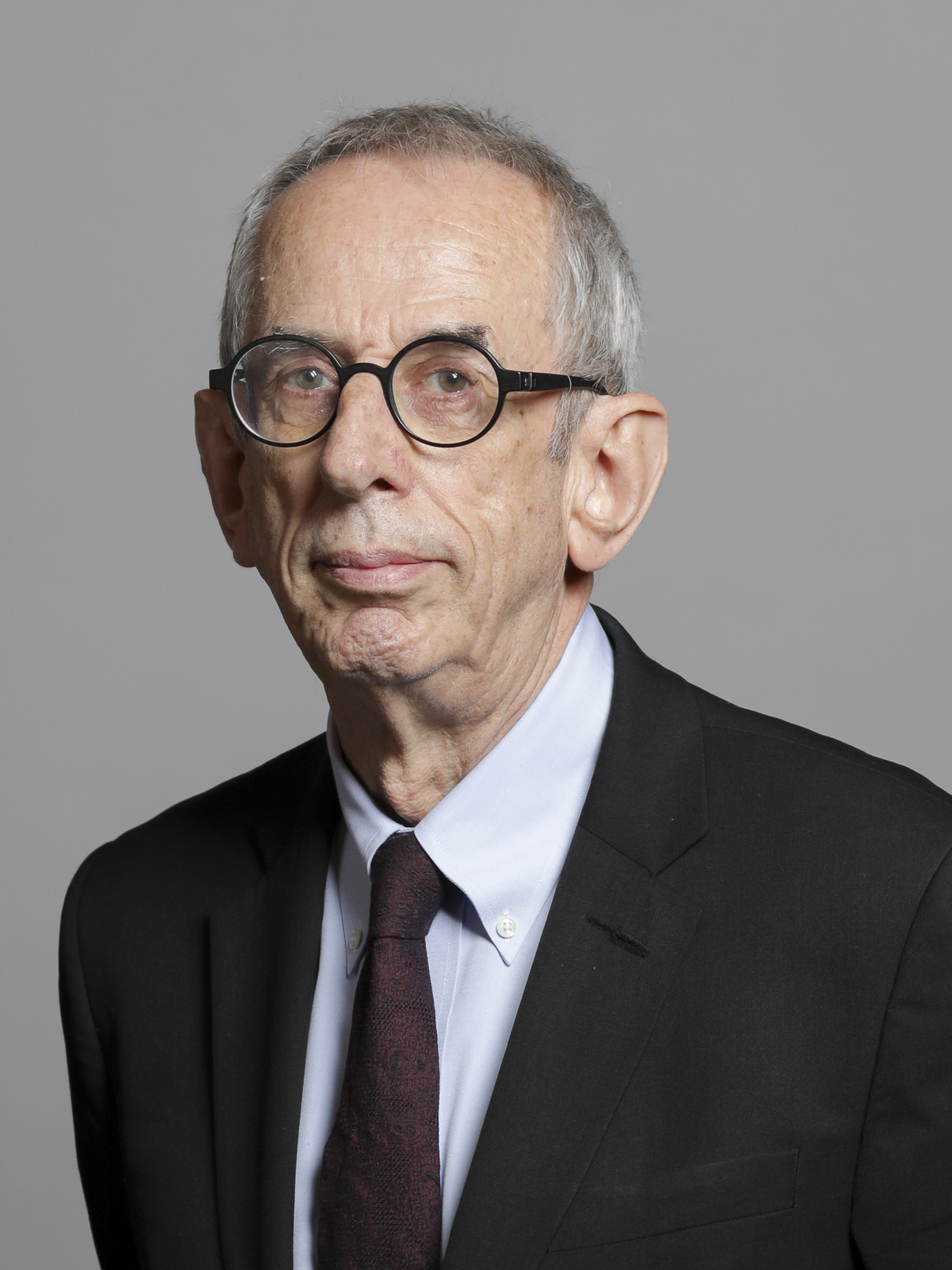
Richard Wilson, Baron Wilson of Dinton

Richard Thomas James Wilson, Baron Wilson of Dinton GCB (* 11. Oktober 1942 in  Glamorgan) ist ein britischer Politiker und als Life Peer Mitglied des House of Lords.
Wilson war von 1998 bis 2002 Kabinettssekretär und von 2002 bis 2012 Master des Emmanuel College in Cambridge. Nach seinem Rücktritt als Kabinettssekretär wurde er am 18. November 2002 zum Life Peer als Baron Wilson of Dinton, of Dinton in the County of Buckinghamshire, erhoben. Im House of Lords sitzt er seither als Crossbencher.